# Förbjudna böcker
Förbjudna böcker, eller Förbjuden litteratur, är litteratur vars innehåll, författare eller natur lett till att boken av en organisation eller myndighet ansetts som misshaglig och därför gjorts otillgänglig för läsare och köpare. De fyra vanligaste orsakerna till att böcker blir förbjudna är politiska, religiösa, moraliska (till exempel kulturkonservatism) och sociala skäl. Sex och droger är två särskilt vanliga områden för förbjudna böcker. I samband med utbyggnaden av internet har spridningen av förbjuden litteratur ökat.

## Historik

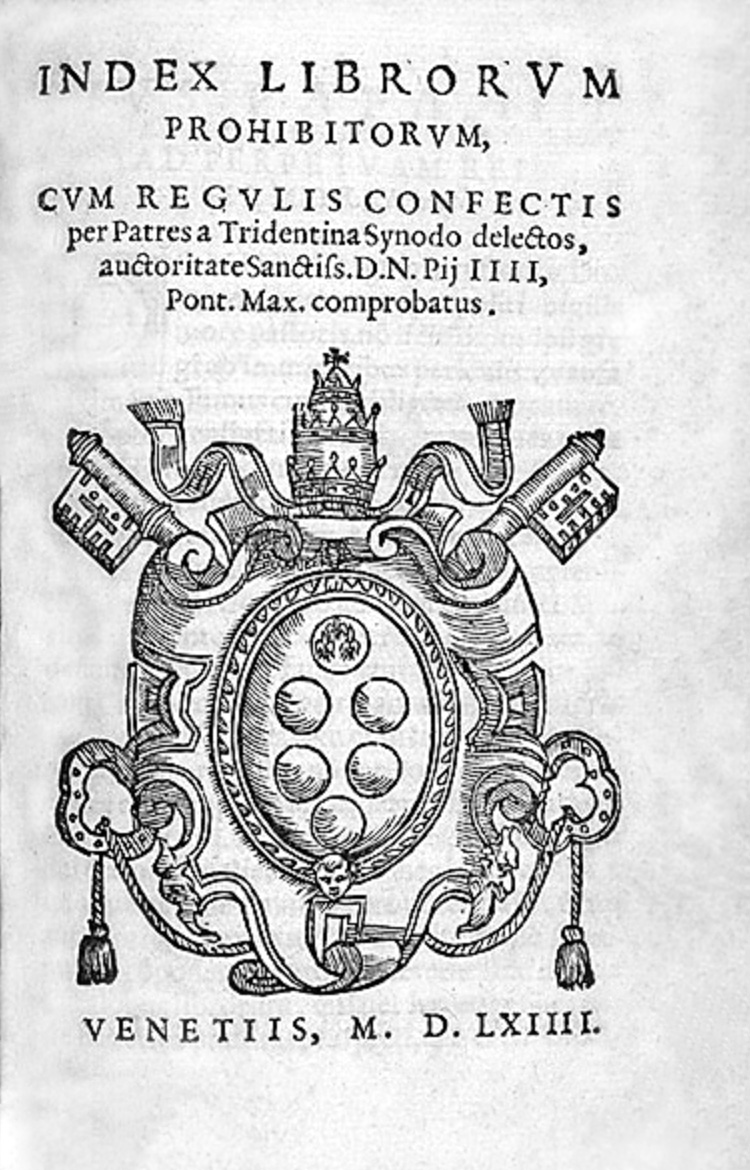
Index Librorum Prohibitorum.

213 f.Kr och 212 f.Kr beordrade Kinas första kejsare Qin Shi Huangdi bränning av böcker. Händelserna har haft stor betydelse för eftervärldens bild av den första kejsaren. Vissa historiker ifrågasätter om de verkligen har ägt rum.
Under 1500-talet infördes Index Librorum Prohibitorum, en lista över förbjudna böcker, som den första organiserade listan över förbjudna böcker av den katolska kyrkan. Den listan användes fram till 1948. Listan i sig har inte varit helt och hållet framgångsrik eftersom vissa böcker, såsom den om äktenskapets fysiologi av Theodoor Hendrik van de Velde ändå lyckades säljas slut i flera tryckningar.
Innehav av förbjuden litteratur kan leda till fängelsestraff, såsom i fallet med Nikolaj Kibaltjitj, som 1875 fick tre års fängelse.
Mellan 1864 och 1904 var all användning av det litauiska skriftspråket förbjudet i Baltikums litteratur. 
I särskilda diskussionsgrupper har det ofta gått att få tag på förbjuden litteratur. Det var på det sättet som den ryska politikern Nadezjda Krupskaja mötte Karl Marx skrifter, vilket ledde till att hon blev kommunist.
Under 1930-talet anlade nazisterna flera bokbål som har blivit symboliska för deras förbud mot litteratur som var "otysk", till exempel därför att den var skriven av judar. Senare har Adolf Hitlers bok Mein Kampf blivit förbjuden i flera länder.
Flera av Henry Millers böcker blev förbjudna på grund av sitt sexuella innehåll. En annan författare som fått flera böcker förbjudna är Anaïs Nin. 1928 utkom Radclyffe Halls roman Ensamhetens brunn, som har kallats en lesbisk bibel. Eftersom homosexualitet varit förbjuden i både England och USA och skildringar av homsexuell kärlek tabubelagd var boken förbjuden fram till 1949. När Lady Chatterleys älskare åter tilläts 1960 efter att ha varit förbjuden sedan 1928 sålde den 200 000 exemplar på en enda dag.
Boken Satansverserna (1988) av Salman Rushdie blev snart förbjuden av Irans högste ledare ayatollah Ruhollah Khomeini, som också utfärdade en fatwa mot Rushdie. På samma sätt blev Nadine Gordimers böcker förbjudna i Sydafrika för att de kritiserat apartheidsystemet.

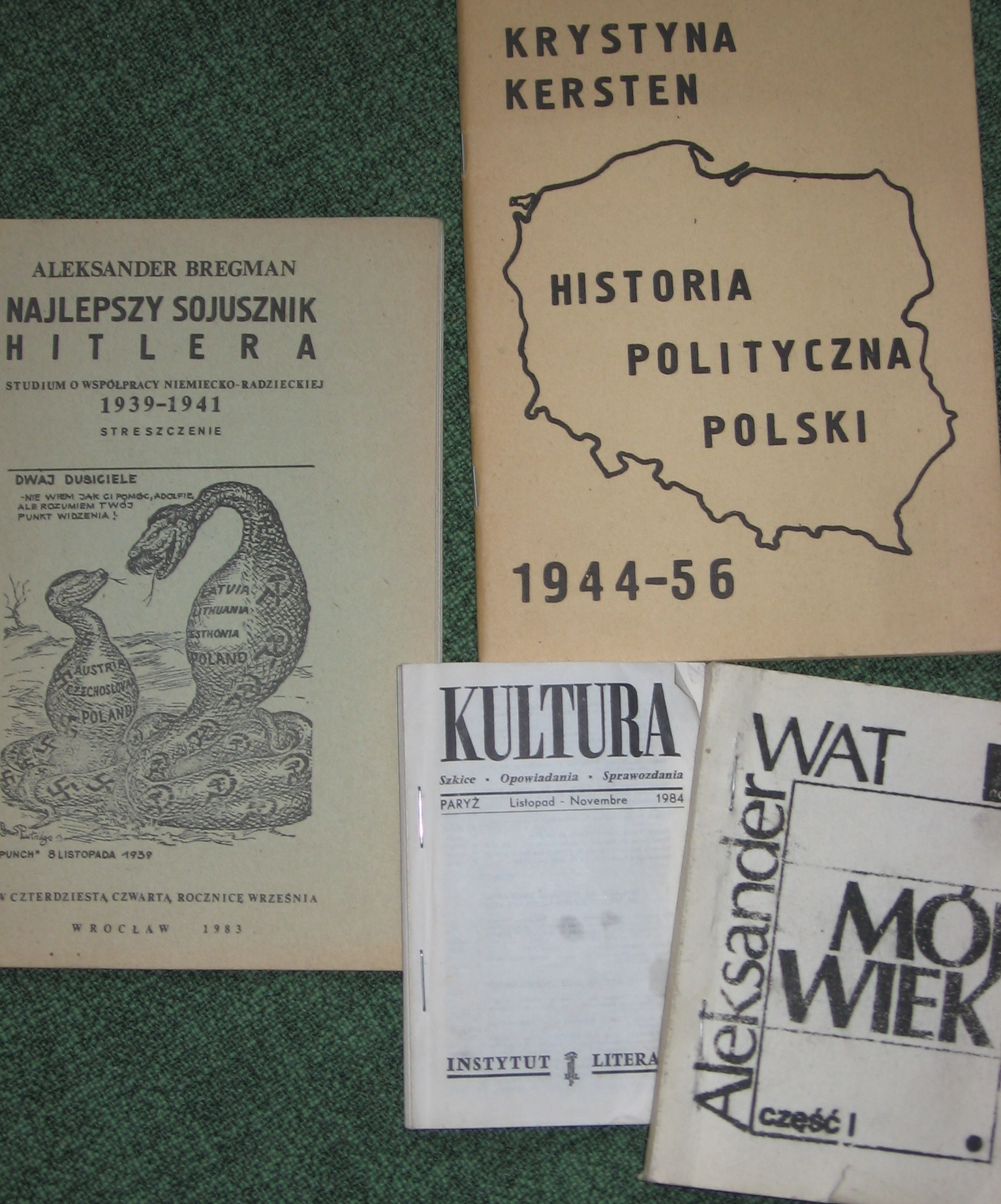
Polsk Samizdat.

I mitten av 1950-talet påbörjade avstaliniseringen, varpå en del litteratur som under Stalintiden varit förbjuden började tryckas, bland annat Alexandr Solzjenitsyns fängelseroman En dag i Ivan Denisovitjs liv. Under det kommunistiska styret spreds förbjuden litteratur utanför den vanliga bokhandelsvägen, något som fått namnet Samizdat. Ordsammansättningen på ryska antyder ungefär "eget förlag" men används vanligtvis om sådant som officiellt anses olämpligt. Några exempel är Michail Bulgakovs Mästaren och Margarita och Arbats barn, en episk roman i tre delar av Anatolij Rybakov. 
1989 svepte reformvindar över Östeuropa. Václav Havel blev en frontfigur för oppositionen och startade tillsammans med Ludvik Vaculik Hänglåsförlaget (Edice Petlice) för att ge ut politisk förbjuden litteratur med hjälp av stencilapparater som smugglats in från väst. Samtidigt blev dock Milan Kunderas böcker förbjudna med anledning av hans engagemang i Pragvåren.

## Forskning och litteratur
1999 kom boken 100 banned books: censorship histories of world literature av Nicholas J Karolides, Margaret Bald och Dawn B. Sova.
En svensk forskare som studerat förbjuden litteratur, särskilt om kärlek mellan kvinnor som motiv i svensk litteratur, är Eva Borgström.